# Toxicodendron nodosum
Toxicodendron nodosum är en sumakväxtart som först beskrevs av Carl Ludwig von Blume, och fick sitt nu gällande namn av Gillis. Toxicodendron nodosum ingår i släktet Toxicodendron och familjen sumakväxter. Inga underarter finns listade i Catalogue of Life.